# Eremurus sogdianus
Eremurus sogdianus là một loài thực vật có hoa trong họ Thích diệp thụ. Loài này được (Regel) Benth. & Hook.f. miêu tả khoa học đầu tiên năm 1883.